# 菩提道次第广论
菩提道次第广论（藏語：ལམ་རིམ་ཆེན་མོ།，威利转写：lam rim chen mo），十五世紀藏傳佛教格魯派宗喀巴的宗教著作。大多以《廣論》作為簡稱。
以印地阿底峽所著《菩提道燈論》之道次第為框架，整理顯教經論成24卷之巨著。
而金剛乘教法的整理則寫為《密宗道次第廣論》。
漢譯版由汉藏教理院法尊法师在1931年譯出，CBETA電子大藏經已收錄現代標點本

。
英譯版亦已問世

。

## 本书结构

### 道前基础
歸敬頌
造者殊勝
教授殊勝
聽聞軌理
說法軌理
完結軌理
親近善知识
修習軌理
暇滿
道次引導

### 下士道
念死無常
三惡趣苦
皈依三寶
深信業果

### 中士道
希求解脫
思惟苦諦
思惟集諦
十二缘起
除邪分別
解脫正道

### 上士道
入大乘門
菩提心次第
儀軌受法
學菩薩行
布施波羅蜜
持戒波羅蜜
忍辱波羅蜜
精进波羅蜜
禅定波羅蜜
般若波羅蜜
四摄法
奢摩他
毘缽舍那

### 止观论
「止觀」(奢摩他、毘缽舍那)論中說是「六度」菩薩行中的後二度(靜慮波羅蜜、般若波羅蜜)所攝,大小二乘世出世間一切功德,皆是止觀之果。《解深密經》卷3〈6 分別瑜伽品〉：「復次善男子。一切聲聞及如來等。所有世間及出世間一切善法。當知皆是此奢摩他、毘鉢舍那所得之果。」總攝一切佛語扼要，龍猛、無著二師道軌，在《菩提道次第廣論》中，「止」就是「心一境性」的「正定」，「觀」就是「妙觀察」所見的「中道空」。學人達到「貪嗔癡升起時，會因為具有正見而自動平息」，才是正定；看到「人無我，法亦無我」，才是妙觀察。止觀整體作用的結果，是身輕安，心也輕安。
宗喀巴大師告誡學人不可以「貪著自宗，瞋他法派」。《菩提道次第廣論》別學止觀波羅蜜多的用意，是把止觀學習做「模組化」。將卷十四到卷二十三的內容，直接用中論、唯識學或天台摩訶止觀取代，並不影響道次第的連續和完整。

## 主要内容
《廣論》是總攝佛經三藏十二部要義，依「道前基礎」和「三士道」次第由淺入深編寫而成的重要論典。其主要內容，簡略介紹於下。
「道前基礎」最重要的是「敬」和「信」。經由聽聞軌理、說法軌理、完結軌理等，它使得性情孟浪的人，生出恭敬的心；自我中心的人，注意到別人的優點；麻木遲鈍的人，產生感恩的心；個性孤獨的人，走入群眾；害羞木訥的人，開口分享他們的內心；生活規律不良的人，調整自己的腳步；思想喜好多有束縛的人，看到開擴無限生命的存在。這些都有可能令人產生人生第一次巨大的改變和感動。
「下士道」是希望「此生與來生的串習能有比較好的條件、可以繼續努力」修行的學人所應修習的事項。「下士道」要深信因果，七支供養等行持累積資糧，四力懺悔淨治罪障，以備學習正法之資糧。
「中士道」是希望「斷除煩惱障，不隨煩惱墮」，而希求解脫生死輪迴的學人，應修習的項目與次第。「中士道」要趁著暇滿人身，觀修四聖諦十二因緣，由戒定慧解脫生死輪迴，成就聲聞聖果，但宗喀巴大師執持大乘宗，因此未在中士道詳說止觀。
「上士道」是可以成為菩薩，承擔如來事業之學人的修習內容與次第。「上士道」的修習為正式的大乘種性學修。必須因為大悲心而生出大菩提心和四無量心，並且啟動六度四攝的修行。但欲成就十地功德，菩薩須菩提心及空性雙運，觀修空性則需止觀雙運，是六度之中後二度：靜慮波羅密多、般若波羅密多，即「奢摩他」、「毗缽舍那」，譯為「寂止」、「勝觀」，二者別修後雙運，方能完成甚深空性的觀修。為了幫助領悟「止觀」的正確意義，「戒」就非常重要。「無我」、「出離」，最後還要和善知識「無二無別」，才有可能成為菩薩，乃至成佛，承擔如來事業。
道前因為尊敬和相信，而生出希求來世之心，進入下士道。因為懺悔、皈依三寶和勝解空義、靜息不善、修菩提心等四力淨修，而生出遠離生死輪迴之心，進入中士道。因為修習戒定慧三學，而生出今生悟道，即身成佛的大發心，進入上士道。最後，在上士道中，跨時空以一「定」，覆天地於一「無」，成就「止觀」之果。這就是宗喀巴大師在《菩提道次第廣論》中，令道次第「動態」銜接的有效構想和意圖。

## 傳布與汉译经过
《廣論》由宗喀巴在1405年於絳巴領寺著成

，未漢譯前《廣論》僅流传于西藏、甘肃、青海、内蒙古等藏传佛教盛行的地区
，即使在格魯派內也非學僧的教材，更遑論普及於一般民眾。
1931年，法尊法师在拉萨跟从安东格西学菩提道次第广论
，1934年法尊法师在拉萨、仰光及重庆汉藏教理院逐渐翻译此书
，于1935年冬整理初版发行，全书共二十四卷。